# NGC 125
NGC 125 (również PGC 1772 lub UGC 286) – galaktyka soczewkowata znajdująca się w gwiazdozbiorze Ryb. Odkrył ją William Herschel 25 grudnia 1790 roku.

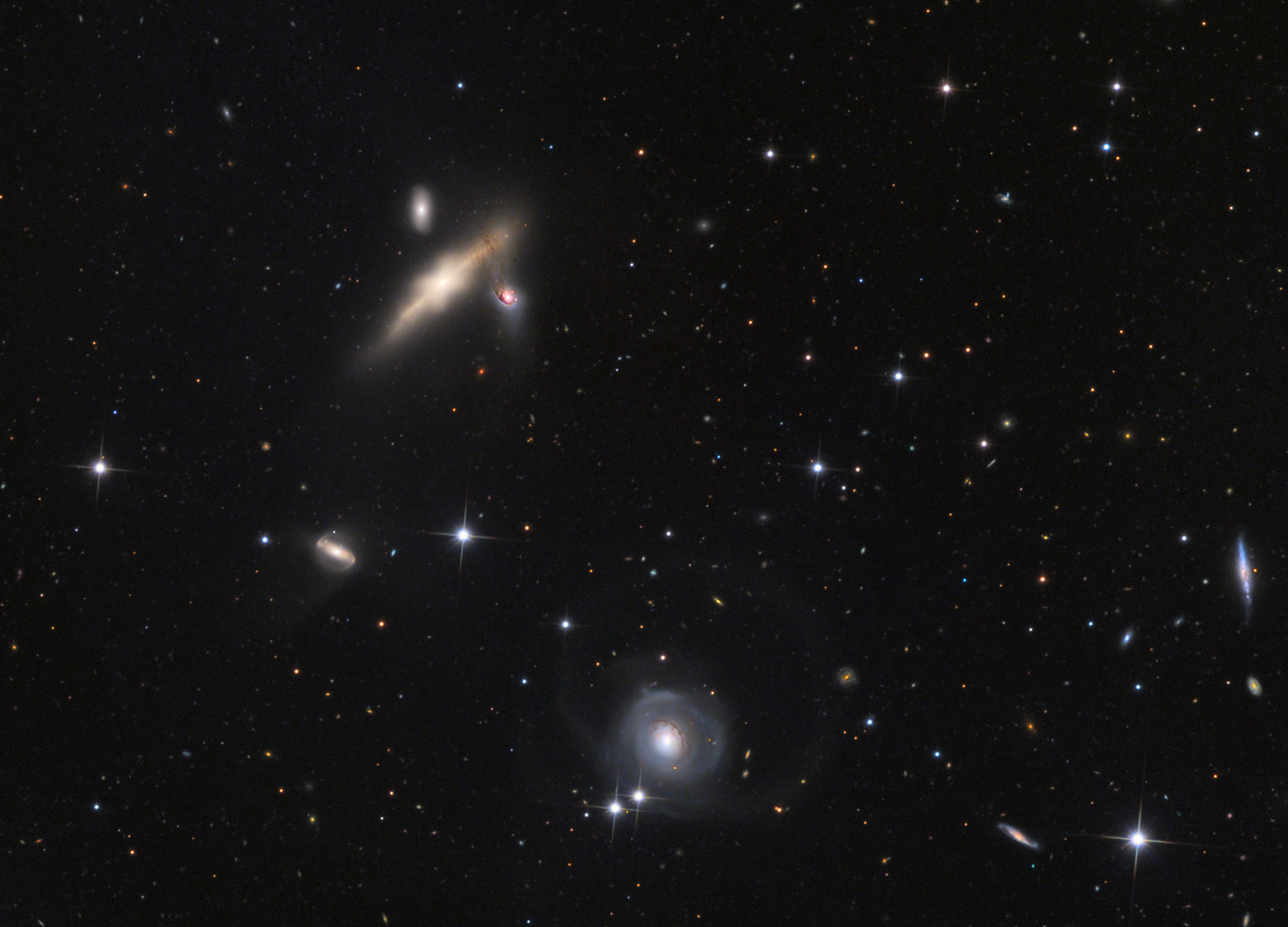
NGC 125 (u dołu) i NGC 128. Mniejsze galaktyki widoczne na zdjęciu to NGC 126, NGC 127, NGC 130 (Mount Lemmon SkyCenter)